# Kill Bill: Volume 2
Kill Bill: Volume 2 är en amerikansk action-thriller från 2004, skriven och regisserad av Quentin Tarantino. Den producerades som en film, men då speltiden kom upp i närmare fyra timmar delades filmen upp i två delar, och denna andra del är sålunda uppföljare till Kill Bill: Volume 1 som presenterades 2003.

## Handling
Efter att ha misshandlats och skottskadats vaknar yrkesmördaren Beatrix Kiddo ur en fyra år lång koma och påbörjar en lång hämndjakt på sina gärningsmän och tidigare kollegor i dödspatrullen Giftormarna.

## Rollista
| Uma Thurman         | – Beatrix Kiddo  |
| David Carradine     | – Bill           |
| Michael Madsen      | – Budd           |
| Daryl Hannah        | – Elle Driver    |
| Gordon Liu          | – Pai Mei        |
| Michael Parks       | – Esteban Vihaio |
| Larry Bishop        | – Larry Gomez    |
| Bo Svenson          | – Mr Harmony     |
| Jeannie Epper       | – Mrs Harmony    |
| Samuel L. Jackson   | – Rufus          |
| Clark Middleton     | – Ernie          |
| Sid Haig            | – Jay            |
| Laura Cayouette     | – Rocket         |
| Perla Haney-Jardine | – B.B.           |

## Musik i filmen
Originalmusiken skrevs av Robert Rodriguez och rapparen RZA.
Andra musikstycken i filmen är:
- A Silhouette Of Doom av Ennio Morricone
- Il Tramonto av Ennio Morricone
- A Satisfied Mind av Johnny Cash
- A Fistfull Of Dollars Theme av Ennio Morricone
- Il Mercenario (ripresa) av Ennio Morricone
- L'Arena av Ennio Morricone
- Tough Guys av Isaac Hayes
- Invincible Pole Fighter av Stephen Sing & So Chun Hou
- The Chase av Alan Reeves, Phil Steele And Philip Brigham
- Tu Mira (Edit) av Lole Y Manuel
- The Demise of Father Rattigan av Ennio Morricone
- The Return of Joe av Ennio Morricone
- Summertime Killer av Luis E. Bacalov
- About Her av Malcolm McLaren
- Goodnight Moon av Shivaree
- Malaguena Salerosa av Chigón
- Urami Bushi av Meiko Kaji